# 車明理
車明理（1451年—？），字宗道，河南開封府許州長葛縣人，民籍，明朝政治人物。同進士出身。

## 生平
早年出身縣學生，河南鄉試第六十名。成化十一年（1475年）乙未科會試第一百十一名，殿試登進士第三甲第一百八十三名。累官南京戶部郎中。弘治六年（1493年）陞浙江布政司左參議。

## 家族
曾祖車行遠。祖父車通。父車全，曾任訓導。